# Martin Rowlands
Martin Rowlands (Londra, 8 febbraio 1979) è un ex calciatore irlandese, di ruolo centrocampista.

## Palmarès

### Club

#### Competizioni nazionali
- Campionato inglese di quarta divisione: 1

Brentford: 1998-1999